# 쿠바 공산당
쿠바 공산당(-- 共産黨, 스페인어: Partido Comunista de Cuba)은 1965년에 설립된 쿠바의 마르크스-레닌주의 공산당이다. 일당제 국가인 쿠바 공화국에서 프롤레타리아 독재에 관한 독점적인 기능을 수행하고 있는 당이다.

## 역사
피델 카스트로(Fidel Castro)가 이끄는 7월 26일 운동과 블라스 로카(Blas Roca)가 이끄는 인민사회당, 그리고 다양한 좌익 정치 조직과의 합당을 통해 형성된 통합혁명조직(Organizaciones Revolucionarias Integradas, ORI)이 쿠바 공산당이 기원이다. 이 조직은 1962년에 '쿠바 사회주의혁명당'(Partido Unido de la Revolución Socialista de Cuba, PURSC)으로 개칭하였고, 최종적으로 마르크스-레닌주의를 공식 이념으로 결정하여 1965년에 쿠바 공산당이 설립되었다.
인민사회당은 1925년에 Blas Roca, Anibal Escalante, Fabio Grobart, Alfonso Bernal del Riesgo, Julio Antonio Mella 등에 의해 창건된 쿠바 공산당(쿠바 공산당은 이를 현재의 쿠바 공산당과 구별하기 위해 '제1 쿠바 공산당'이라고 칭한다)이 그 시초이다. 이들은 코민테른(Comintern)의 직접적인 지도를 받고 있었기에 1934년 코민테른 7차 대회에서 채택된 통일전선에 근거하여 1940년에 풀헨시오 바티스타(Fulgencio Batista)를 지지한 적도 있다. 이후 이들은 선거를 통해 집권하기 위해 여러 정치 활동을 벌였으나 큰 세력을 얻지 못 하였다. 여러 가지 시행착오 끝에 전면적인 의회주의 전술을 택하였고 이 과정에서 1944년에 당명을 인민사회당(스페인어: Partido Socialista Popular)이라고 개칭한다. 이후 바티스타 제2기 정부에서 불법 정당이 되어 지하 정당화되었다.
쿠바 공산당의 전신이 되는 7월 26일 운동은 피델 카스트로가 1955년에 조직한 정치 조직이자 군사 집단으로 반제국주의자 및 사회주의자들로 조직된 광범위한 혁명적 사회주의 포괄 조직이었다. 7월 26일 운동은 쿠바 혁명을 통하여 바티스타 독재정권을 전복하였다.

## 쿠바 공산당의 구조
- 쿠바 공산당 중앙위원회
- 쿠바 공산당 중앙위원회 제1서기: 라울 카스트로
- 쿠바 공산당 중앙위원회 제2서기: 미겔 디아스카넬[11]
- 쿠바 공산당 중앙정치국
- 쿠바 공산당 중앙서기국

### 중앙위원회
다른 공산당과 마찬가지로 쿠바 공산당 또한 중앙위원회가 공산당의 두뇌 역할을 하고 있다. 본래 중앙위원회에는 정치국과 서기국을 포함한 약 20여국의 하위 부서가 존재했는데, 1991년에는 이 조직이 모두 통합되어 중앙정치국에 속하게 되었다. 그러나 2002년에는 다시 서기국이 분리되어 현재는 중앙정치국과 중앙서기국이라는 두 집단이 중앙위원회의 핵심 기관으로 존재하게 되었다. 2016년 이후 현재까지 쿠바 공산당은 142명의 중앙위원회 위원이 존재하며 이 수는 다음 총회까지 유지된다. 중앙위원회 위원은 공산당원의 투표를 통해 선출되거나, 중앙정치국 위원의 내정에 따라 임명된다.
중앙위원회는 당 대회라고 할 수 있는 총회를 통하여 새로운 중앙위원회 위원을 선출하는 동시에 정책 방향성을 결정할 수 있다. 이 당 대회는 중앙정치국, 중앙위원회를 더불어 모든 공산당원이 직간접적으로 참여할 수 있는 당 최고 회의라고 할 수 있다. 2016년에 열린 제7차 당 대회가 제일 최근의 총회이며, 최초의 당 대회(총회)는 1975년에 열렸다. 총회의 의결 방식은 중앙위원회 위원에 의한 투표이다. 이를 통하여 공산당 규약과 앞으로 실행해 나아가야 할 국가 정책이 결정되며, 국가헌법도 수정할 수 있다.

### 중앙정치국
쿠바 공산당에서 가장 높은 위치를 점한 권력 기관이며, 제1비서와 제2비서를 포함하여 총 15명의 인원으로 구성된다. 이들은 모든 행정 조직에 실질적인 업무 지침을 내리며, 때에 따라 중앙위원회 위원을 독점적으로 임명할 권한을 갖게 된다. 또한, 공산당의 세포 조직 및 군대를 통제·지휘하는 최고 조직이기도 하다.

### 중앙서기국
서기국은 1965년에서 1991년까지, 그리고 2002년부터 현재까지 존재하는 쿠바 공산당의 서기국이다. 이들은 정치국 위원이 중앙 및 지방행정조직, 군부와 긴밀한 협력을 가질 수 있도록 하는 모든 정치 업무를 담당한다.

## 사진

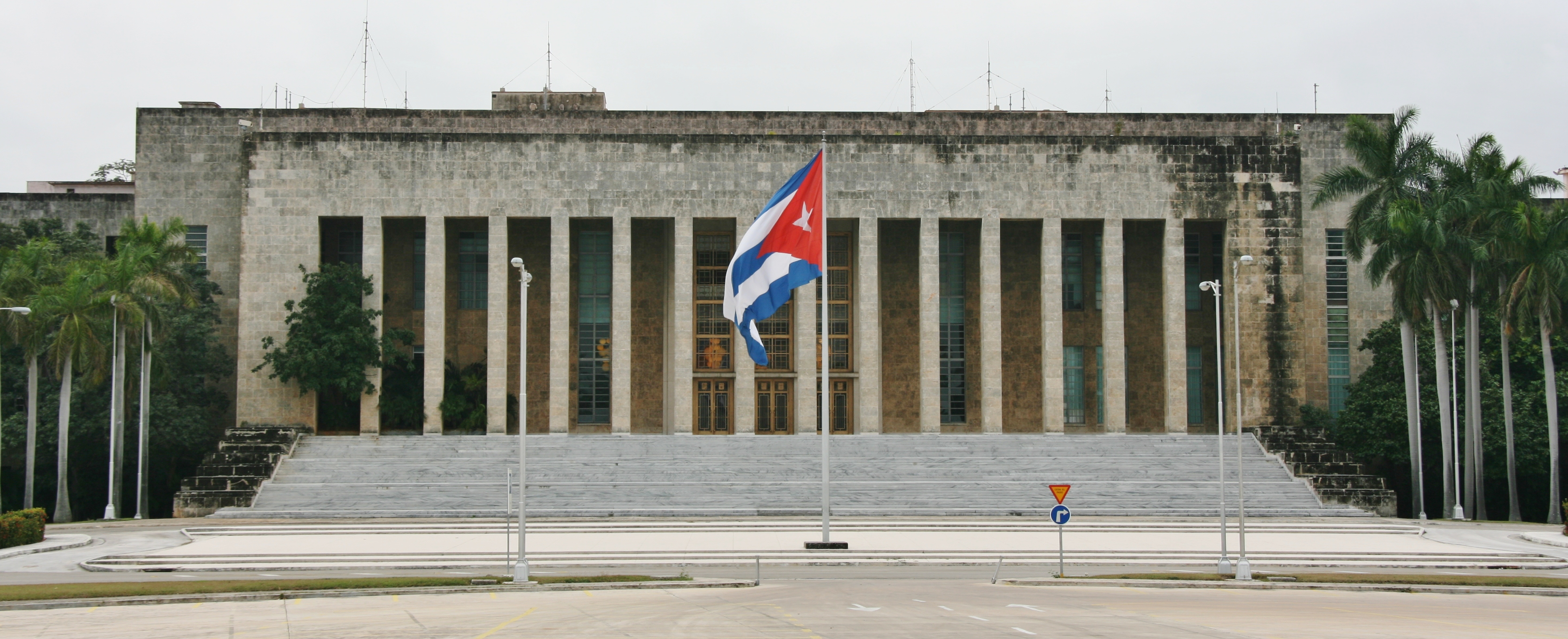
쿠바 공산당 본부

## 역대 선거 결과

### 총선
| 년도 | 득표수    | 득표율 | 의석 수   |
| ---- | --------- | ------ | --------- |
| 1976 |           |        | 489 / 489 |
| 1981 |           |        | 499 / 499 |
| 1986 |           |        | 510 / 510 |
| 1993 | 6,939,894 | 95.1%  | 589 / 589 |
| 1998 | 7,533,222 | 100%   | 601 / 601 |
| 2003 |           |        | 609 / 609 |
| 2008 | 7,125,752 | 91%    | 614 / 614 |
| 2013 | 6,031,215 | 81.30% | 612 / 612 |
| 2018 | 5,620,713 | 80.44% | 605 / 605 |